# In Nomine
In Nomine è il titolo dato a molti pezzi polifonici inglesi, per la maggior parte di musica strumentale, composti nel corso del XVI secolo.

## Storia
Questa "forma, fra le più praticate nei primi sviluppi della musica inglese per gruppi strumentali" nacque nei primi anni del XVI secolo da una messa  a sei voci composta prima del 1530 da John Taverner sul canto piano Gloria Tibi Trinitas.  Nel Benedictus di tale messa, la frase in latino "in nomine Domini" era cantata in un contrappunto ridotto a quattro voci, con la melodia del canto piano cantata dall'alto. Agli inizi, questo passaggio interessante divenne popolare come breve pezzo strumentale, ma non vi è alcuna prova che Taverner stesso sia stato responsabile di uno qualsiasi di questi arrangiamenti (Bowers, Doe, Benham e 2001). Nel corso dei successivi 150 anni, compositori inglesi elaborarono questa melodia in pezzi, denominati "In Nomine", di una sempre maggiore varietà stilistica.
L'In Nomine era una composizione per un gruppo di strumenti detto consort, soprattutto composto da viole. Uno strumento suonava il tema costituito da un cantus firmus con ogni nota della durata di uno o anche due misure; di solito questa era la seconda parte dall'alto. Le altre parti avevano un andamento più complesso, spesso in contrappunto imitativo. Di solito si confrontavano alcuni nuovi motivi, a turno, usato ciascuno come punto di imitazione. Tuttavia, ci sono In Nomine composti per solisti o duo di strumenti a tastiera ed anche uno per liuto: una fantasia dal titolo Addio di John Dowland.
Esempi sul genere si trovano in composizioni di Christopher Tye (il compositore più prolifico di In Nomines, con 24 pezzi a noi giunti), Thomas Tallis, William Byrd, Orlando Gibbons, William Lawes e Henry Purcell, tra molti altri. Possono variare fra uno stato d'animo di serena malinconia, esultante, o anche giocoso o frenetico (come nell'"in Nomine" di Tye, "Crye", in cui le viole sembrano imitare il richiamo di un venditore ambulante).
La composizione di In Nomines cadde in disuso nel XVIII secolo, ma fu ripresa nel XX. Un primo notevole esempio è l'opera di Richard Strauss, Die Frau schweigsame , che cita un In nomine per tastiera di John Bull. In seguito gli esempi si trovano nelle opere di Peter Maxwell Davies e Roger Smalley. A partire dal 1999, la Freiburg im Breisgau, organizzazione di musica moderna collegata all'Ensemble Recherche, iniziò a commissionare una serie di brevi In Nomine da eseguire al festival Wittener Tage für Neue Kammermusik . La serie venne dedicata a Harry Vogt, direttore del festival dal 1989, ed collettivamente intitolata Witten In Nomine Broken Consort Book. Alcuni dei compositori importanti che hanno contribuito a questa serie di pezzi sono Brian Ferneyhough, Georg Friedrich Haas, Toshio Hosokawa, György Kurtág, Claus-Steffen Mahnkopf, Gérard Pesson, Robert H.P. Platz, Rolf Riehm, Wolfgang Rihm, Salvatore Sciarrino, Hans Zender e Walter Zimmermann.

## Media
- In Nomine, by John Bull (MIDI file, 8kb). Il tema dell'In Nomine è la voce più elevata, su due altre voci che si alternano fra polifonia e omofonia.
- In Nomine, by Orlando Gibbons (MIDI file, 10kb). Questo In Nomine a cinque voci di Orlando Gibbons fu scritto probabilmente per un ensemble di viole ma è qui eseguito dall'organo.

## Discografia
- Blaich, Torsten. 2004. "Zwischen den Zeiten: Zur Geschichte der 'In nomine' Kompositionen". Booklet notes, pp. 4–8, for In Nomine: The Witten In Nomine Broken Consort Book. Ensemble Recherche. 2-CD set. Kairos 0012442KAI (Anche con testo in inglese e francese, pp. 8–11 e 12–15, rispettivamente)